# Stella cadente
Stella cadente és una pel·lícula espanyola dramàtica i històrica del 2014 dirigida pel productor Lluís Miñarro i Albero en el seu debut com a director. El guió és del propi Miñarro amb la col·laboració de Sergi Belbel. Ha estat doblada al català.
Es tracta de la història d'un personatge poc conegut de la història d'Espanya, el rei Amadeu de Savoia, en la que prima el personatge sobre el context, de manera que es pren nombroses llicències històriques (com l'ús de la cançó francesa Comment te dire adieu de Françoise Hardy), i en la que cada personatge parla un idioma, la de l'actor que l'encarna.

## Sinopsi
Coincidint amb el final del romanticisme, el novembre de 1870 les Corts Espanyoles, esperonades pel general Joan Prim i Prats, el seu principal valedor, elegeixen com a nou rei d'Espanya Amadeu de Savoia, duc d'Aosta per 191 vots a favor. Tanmateix, el gener de 1871 Prim és assassinat a trets al carrer del Turco en un fosc complot, poc abans de l'arribada del nou rei. Això enfonsarà el país en una forta convulsió política i econòmica a la que el nou rei no podrà posar ordre en un país endarrerit i reaccionari, donat que no gaudeix de prou suports. Fins i tot molts dels que l'envolten conspiren contra ell. Impotent, finalment es relega a l'interior del seu palau on la cort es lliure als plaers i als jocs.

## Repartiment
- Alex Brendemühl... Amadeu de Savoia
- Bárbara Lennie...Reina Maria Victòria
- Lorenzo Balducci	...	Alfredo, l'assistent del Rei
- Lola Dueñas	 ...	Eloïsa, la cuinera
- Francesc Garrido	 ...	Francisco Serrano Domínguez
- Àlex Batllori	 ...	El Criat
- Gonzalo Cunill	 ...	Manuel Ruiz Zorrilla
- Francesc Orella	 ...	El Bisbe

## Nominacions i premis
Premis Gaudí de 2015
| Categoria                        | Persona                                          | Resultat   |
| -------------------------------- | ------------------------------------------------ | ---------- |
| pel·lícula en llengua catalana   |                                                  | Nominada   |
| Millor direcció                  | Lluís Miñarro i Albero                           | Nominat    |
| Millor guió                      | Lluís Miñarro i Albero Sergi Belbel              | Nominats   |
| Millor actriu                    | Bárbara Lennie                                   | Nominada   |
| Millor actor                     | Àlex Brendemühl                                  | Nominat    |
| Millor actor de repartiment      | Àlex Batllori Francesc Garrido                   | Nominats   |
| Millor fotografia                | Jimmy Gimferrer                                  | Nominat    |
| Millor muntatge                  | Núria Esquerra                                   | Nominada   |
| Millor direcció artística        | Sebastián Vogler                                 | Guanyador  |
| Millor so                        | Dani Fontrodona Alejandro Castillo Ricard Casals | Nominats   |
| Millor vestuari                  | Mercè Paloma                                     | Guanyadora |
| Millor maquillatge i perruqueria | Ignasi Ruiz                                      | Nominat    |

Festival Internacional de Cinema de Tirana
| Categoria                              | Persona         | Resultat  |
| -------------------------------------- | --------------- | --------- |
| Premi del Jurat a la millor fotografia | Jimmy Gimferrer | Guanyador |
| Premi del Jurat a la millor direcció   | Lluís Miñarro   | Guanyador |

Festival de Cinema d'Espanya de Tolosa de Llenguadoc
| Categoria     | Persona       | Resultat |
| ------------- | ------------- | -------- |
| Violette d'Or | Lluís Miñarro | Nominat  |